# Svédország az 1964. évi nyári olimpiai játékokon
Svédország a japán Tokióban megrendezett 1964. évi nyári olimpiai játékok egyik részt vevő nemzete volt. Az országot az olimpián 13 sportágban 94 sportoló képviselte, akik összesen 8 érmet szereztek.

## Érmesek
| Érem  | Versenyző                                                     | Sportág      | Versenyszám               |
| ----- | ------------------------------------------------------------- | ------------ | ------------------------- |
| Arany | Rolf Peterson                                                 | Kajak-kenu   | Férfi kajak egyes 1000 m  |
| Arany | Sven-Olov Sjödelius Gunnar Utterberg                          | Kajak-kenu   | Férfi kajak kettes 1000 m |
| Ezüst | Per Svensson                                                  | Birkózás     | Kötöttfogás, 97 kg        |
| Ezüst | Arne Karlsson Sture Stork Lars Thörn                          | Vitorlázás   | 5,5 méteres               |
| Bronz | Ingvar Pettersson                                             | Atlétika     | Férfi 50 km gyaloglás     |
| Bronz | Bertil Nyström                                                | Birkózás     | Kötöttfogás, 78 kg        |
| Bronz | Sven Hamrin Erik Pettersson Gösta Pettersson Sture Pettersson | Kerékpározás | Férfi csapat időfutam     |
| Bronz | Pelle Petterson Holger Sundström                              | Vitorlázás   | Csillaghajó               |

## Atlétika
Férfi
| Versenyző            | Versenyszám     | Előfutam | Előfutam | Előfutam | Elődöntő | Elődöntő | Elődöntő | Döntő   | Döntő    |
| Versenyző            | Versenyszám     | Idő      | Hely.    | Össz.    | Idő      | Hely.    | Össz.    | Idő     | Helyezés |
| -------------------- | --------------- | -------- | -------- | -------- | -------- | -------- | -------- | ------- | -------- |
| Stig Lindbäck        | 800 m           | 1:50,8   | 2.       | 26.      | 1:49,8   | 8.       | 22.      | kiesett | kiesett  |
| Stig Lindbäck        | 1500 m          | 3:47,1   | 5.       | 24.      | kiesett  | kiesett  | kiesett  | kiesett | kiesett  |
| Karl-Uno Olofsson    | 1500 m          | 3:44,8   | 5.       | 10.      | 3:44,8   | 7.       | 14.      | kiesett | kiesett  |
| Sven-Olov Larsson    | 5000 m          | 14:10,2  | 5.       | 20.*     |          |          |          | kiesett | kiesett  |
| Bengt Nåjde          | 5000 m          | 14:13,4  | 6.       | 27.      |          |          |          | kiesett | kiesett  |
| Bo Forssander        | 110 m gát       | 14,35    | 3.       | 9.       | 14,21    | 5.       | 10.      | kiesett | kiesett  |
| Lars-Erik Gustafsson | 3000 m akadály  | 8:34,2   | 2.       | 4.       |          |          |          | 8:41,8  | 8.       |
| Roine Karlsson       | 20 km gyaloglás |          |          |          |          |          |          | 1:37:07 | 20.      |
| Åke Söderlund        | 20 km gyaloglás |          |          |          |          |          |          | 1:36:53 | 18.      |
| John Ljunggren       | 20 km gyaloglás |          |          |          |          |          |          | 1:37:03 | 19.      |
| John Ljunggren       | 50 km gyaloglás |          |          |          |          |          |          | 4:29:09 | 16.      |
| Ingvar Pettersson    | 50 km gyaloglás |          |          |          |          |          |          | 4:14:17 |          |
| Roy Syversson        | 50 km gyaloglás |          |          |          |          |          |          | 4:41:47 | 24.      |

| Versenyző         | Versenyszám   | Selejtező                | Selejtező                | Döntő    | Döntő    |
| Versenyző         | Versenyszám   | Eredmény                 | Helyezés                 | Eredmény | Helyezés |
| ----------------- | ------------- | ------------------------ | ------------------------ | -------- | -------- |
| Kjell-Åke Nilsson | Magasugrás    | 206 cm                   | 14.*                     | 209 cm   | 6.*      |
| Stig Pettersson   | Magasugrás    | 206 cm                   | 13.                      | 214 cm   | 4.       |
| Lars Haglund      | Diszkoszvetés | érvényes kísérlet nélkül | érvényes kísérlet nélkül | kiesett  | kiesett  |
| Birger Asplund    | Kalapácsvetés | 61,15 m                  | 21.                      | kiesett  | kiesett  |

Női
| Versenyző             | Versenyszám | Előfutam | Előfutam | Előfutam | Negyeddöntő | Negyeddöntő | Negyeddöntő | Elődöntő | Elődöntő | Elődöntő | Döntő   | Döntő    |
| Versenyző             | Versenyszám | Idő      | Hely.    | Össz.    | Idő         | Hely.       | Össz.       | Idő      | Hely.    | Össz.    | Idő     | Helyezés |
| --------------------- | ----------- | -------- | -------- | -------- | ----------- | ----------- | ----------- | -------- | -------- | -------- | ------- | -------- |
| Ulla-Britt Wieslander | 100 m       | 12,10    | 5.       | 33.      | 11,9        | 8.          | 23.*        | kiesett  | kiesett  | kiesett  | kiesett | kiesett  |

* - egy másik versenyzővel azonos időt/eredményt ért el

## Birkózás
Kötöttfogású
| Versenyző       | Versenyszám | 1. forduló                   | 2. forduló                          | 3. forduló                         | 4. forduló                    | 5. forduló                    | Döntő | Helyezés    |
| Versenyző       | Versenyszám | Ellenfél Eredmény            | Ellenfél Eredmény                   | Ellenfél Eredmény                  | Ellenfél Eredmény             | Ellenfél Eredmény             | Ellenfél Eredmény | Helyezés    |
| --------------- | ----------- | ---------------------------- | ----------------------------------- | ---------------------------------- | ----------------------------- | ----------------------------- | --- | ----------- |
| Erik Olsson     | 63 kg       | Marin Bolocan (ROU) · 1-3    | Rasoul Mir Malek (IRI) · 2-2        | Moustafa Hamil Mansour (RAU) · 3-1 | kiesett                       | kiesett                       | kiesett | helyezetlen |
| Rune Johnsson   | 70 kg       | Kurt Madsen (DEN) · 1-3      | Alejandro Echaniz (MEX) · kétvállas | Dimítriosz Szávasz (GRE) · 2-2     | Valeriu Bularcă (ROU) · 3-1   | kiesett                       | kiesett | helyezetlen |
| Bertil Nyström  | 78 kg       | Mithat Bayrak (TUR) · 2-2    | Rudolf Vesper (EUA) · 1-3           | Kazama Szadao (JPN) · 1-3          | Russell Camilleri (USA) · 1-3 | Anatolij Koleszov (URS) · 2-2 | 2. mérkőzés · Kiril Petkov (BUL) · 2-2 · 3. mérkőzés · Bolesław Dubicki (POL) · 2-2 · Hozott eredmény · Anatolij Koleszov (URS) · 2-2 |             |
| Stig Persson    | 87 kg       | Raymond Schummer (LUX) · 1-3 | Jiří Kormaník (TCH) · 2-2           | Hiraki Kendzsiró (JPN) · 2-2       | Lothar Metz (EUA) · kétvállas | kiesett                       | kiesett | helyezetlen |
| Per Svensson    | 97 kg       | Peter Jutzeler (SUI) · 1-3   | erőnyerő                            | Rost'om Abashidze (URS) · 2-2      | Kiss Ferenc (HUN) · 2-2       | Heinz Kiehl (EUA) · 1-3       | Hozott eredmény · Heinz Kiehl (EUA) · 1-3                                                                                             |             |
| Ragnar Svensson | +97 kg      | Robert Pickens (USA) · 1-3   | Ştefan Stîngu (ROU) · 1-3           | Radoszlav Kaszabov (BUL) · 1-3     | Anatolij Roscsin (URS) · 3-1  | kiesett                       | kiesett | 5.          |

Szabadfogású
| Versenyző        | Versenyszám | 1. forduló                | 2. forduló                     | 3. forduló                    | 4. forduló        | 5. forduló        | Döntő             | Helyezés    |
| Versenyző        | Versenyszám | Ellenfél Eredmény         | Ellenfél Eredmény              | Ellenfél Eredmény             | Ellenfél Eredmény | Ellenfél Eredmény | Ellenfél Eredmény | Helyezés    |
| ---------------- | ----------- | ------------------------- | ------------------------------ | ----------------------------- | ----------------- | ----------------- | ----------------- | ----------- |
| Matti Poikala    | 70 kg       | Gregory Ruth (USA) · 3-1  | Horiucsi Ivao (JPN) · 3-1      | kiesett                       | kiesett           | kiesett           | kiesett           | helyezetlen |
| Lennart Eriksson | 97 kg       | Gerald Conine (USA) · 3-1 | Alekszandr Medvegy (URS) · 3-1 | kiesett                       | kiesett           | kiesett           | kiesett           | helyezetlen |
| Arne Robertsson  | +97 kg      | Hamit Kaplan (TUR) · 3-1  | Szaitó Maszanori (JPN) · 2-2   | Wilfried Dietrich (EUA) · 3-1 | kiesett           |                   | kiesett           | helyezetlen |

## Kajak-kenu
Férfi
| Versenyző                                                          | Versenyszám         | Előfutam | Előfutam | Vigaszág | Vigaszág | Elődöntő | Elődöntő | Döntő   | Döntő    |
| Versenyző                                                          | Versenyszám         | Idő      | Hely.    | Idő      | Hely.    | Idő      | Hely.    | Idő     | Helyezés |
| ------------------------------------------------------------------ | ------------------- | -------- | -------- | -------- | -------- | -------- | -------- | ------- | -------- |
| Rolf Peterson                                                      | Kajak egyes 1000 m  | 4:04,27  | 3.       | erőnyerő | erőnyerő | 4:06,97  | 2.       | 3:57,13 |          |
| Sven-Olov Sjödelius Gunnar Utterberg                               | Kajak kettes 1000 m | 3:42,65  | 3.       | erőnyerő | erőnyerő | 3:45,90  | 1.       | 3:38,54 |          |
| Rolf Peterson Sven-Olov Sjödelius Gunnar Utterberg Carl von Gerber | Kajak négyes 1000 m | 3:18,79  | 2.       | erőnyerő | erőnyerő | 3:25,23  | 2.       | 3:17,47 | 5.       |
| Ove Emanuelsson                                                    | Kenu egyes 1000 m   | 4:46,73  | 3.       | erőnyerő | erőnyerő |          |          | 4:42,70 | 5.       |

Női
| Versenyző                               | Versenyszám        | Előfutam | Előfutam | Vigaszág | Vigaszág | Döntő   | Döntő    |
| Versenyző                               | Versenyszám        | Idő      | Hely.    | Idő      | Hely.    | Idő     | Helyezés |
| --------------------------------------- | ------------------ | -------- | -------- | -------- | -------- | ------- | -------- |
| Else-Marie Lindmark-Ljungdahl           | Kajak egyes 500 m  | 2:12,82  | 3.       | erőnyerő | erőnyerő | 2:16,00 | 5.       |
| Else-Marie Lindmark-Ljungdahl Eva Sisth | Kajak kettes 500 m | 2:00,16  | 3.       | erőnyerő | erőnyerő | 2:02,24 | 6.       |

## Kerékpározás

### Országúti kerékpározás
| Versenyző                                                     | Versenyszám     | Idő                   | Helyezés |
| ------------------------------------------------------------- | --------------- | --------------------- | -------- |
| Sven Hamrin                                                   | Mezőnyverseny   | 4:39:51,79 (+0:00,16) | 50.      |
| Erik Pettersson                                               | Mezőnyverseny   | 4:39:51,74 (+0:00,11) | 11.      |
| Gösta Pettersson                                              | Mezőnyverseny   | 4:39:51,74 (+0:00,11) | 7.       |
| Sture Pettersson                                              | Mezőnyverseny   | 4:39:51,79 (+0:00,16) | 52.      |
| Sven Hamrin Erik Pettersson Gösta Pettersson Sture Pettersson | Csapat időfutam | 2:27:11,52 (+0:40,33) |          |

## Lovaglás
Díjlovaglás
| Versenyző                                    | Ló                     | Versenyszám | Selejtező | Selejtező | Döntő   | Döntő   | Végeredmény | Végeredmény |
| Versenyző                                    | Ló                     | Versenyszám | Pont      | Hely.     | Pont    | Hely.   | Pont        | Helyezés    |
| -------------------------------------------- | ---------------------- | ----------- | --------- | --------- | ------- | ------- | ----------- | ----------- |
| William Hamilton                             | Delicado               | Egyéni      | 777,0     | 9.        | kiesett | kiesett | 777,0       | 9.          |
| Bengt Ljungquist                             | Karat                  | Egyéni      | 538,0     | 22.       | kiesett | kiesett | 538,0       | 22.         |
| Hans Wikne                                   | Gaspari                | Egyéni      | 753,0     | 11.       | kiesett | kiesett | 753,0       | 11.         |
| William Hamilton Bengt Ljungquist Hans Wikne | Delicado Karat Gaspari | Csapat      |           |           |         |         | 2068,0      | 5.          |

## Műugrás
Férfi
| Versenyző       | Versenyszám    | Selejtező | Selejtező | Döntő  | Döntő    |
| Versenyző       | Versenyszám    | Pont      | Helyezés  | Pont   | Helyezés |
| --------------- | -------------- | --------- | --------- | ------ | -------- |
| Göran Lundqvist | Egyéni műugrás | 91,77     | 6.        | 138,65 | 5.       |

Női
| Versenyző       | Versenyszám    | Selejtező | Selejtező | Döntő   | Döntő    |
| Versenyző       | Versenyszám    | Pont      | Helyezés  | Pont    | Helyezés |
| --------------- | -------------- | --------- | --------- | ------- | -------- |
| Kerstin Rybrant | Egyéni műugrás | 61,74     | 21.       | kiesett | kiesett  |

## Öttusa
| Versenyző                                       | Versenyszám | Lovaglás | Lovaglás | Lovaglás | Vívás    | Vívás | Vívás | Lövészet | Lövészet | Lövészet | Úszás  | Úszás | Úszás | Futás   | Futás | Futás | Összesen    | Összesen |
| Versenyző                                       | Versenyszám | Idő      | Pont     | Hely.    | Eredmény | Pont  | Hely. | Pontszám | Pont     | Hely.    | Idő    | Pont  | Hely. | Idő     | Pont  | Hely. | Összes pont | Helyezés |
| ----------------------------------------------- | ----------- | -------- | -------- | -------- | -------- | ----- | ----- | -------- | -------- | -------- | ------ | ----- | ----- | ------- | ----- | ----- | ----------- | -------- |
| Bo Jansson                                      | Egyéni      | 2:58,5   | 1100     | 3.       | 20–16    | 748   | 16.   | 184      | 780      | 28.      | 3:45,2 | 1075  | 1.    | 14:41,8 | 1057  | 10.   | 4760        | 8.       |
| Rolf Junefelt                                   | Egyéni      | 3:14,8   | 1100     | 7.       | 15–21    | 568   | 29.   | 193      | 960      | 11.      | 3:46,2 | 1070  | 2.    | 15:08,2 | 976   | 18.   | 4674        | 10.      |
| Hans-Gunnar Liljenwall                          | Egyéni      | 3:18,7   | 1040     | 29.      | 21–15    | 784   | 12.   | 181      | 720      | 31.      | 3:49,2 | 1055  | 3.    | 14:38,6 | 1066  | 9.    | 4665        | 11.      |
| Bo Jansson Rolf Junefelt Hans-Gunnar Liljenwall | Csapat      |          | 3240     | 4.       |          | 2057  | 6.    |          | 2460     | 8.       |        | 3200  | 1.    |         | 3099  | 4.    | 14056       | 4.       |

## Sportlövészet
Férfi
| Versenyző      | Versenyszám                    | Pont | Helyezés |
| -------------- | ------------------------------ | ---- | -------- |
| Stig Berntsson | Gyorstüzelő pisztoly           | 578  | 25.      |
| Leif Larsson   | Szabadpisztoly                 | 549  | 7.       |
| Jan Poignant   | Sportpuska, fekvő              | 591  | 18.      |
| Jan Poignant   | Sportpuska, összetett          | 1135 | 16.      |
| Jan Poignant   | Szabadpuska, összetett (300 m) | 1115 | 12.      |
| John Sundberg  | Szabadpuska, összetett (300 m) | 1122 | 11.      |
| John Sundberg  | Sportpuska, összetett          | 1123 | 27.      |
| John Sundberg  | Sportpuska, fekvő              | 584  | 51.      |
| Lennart Ahlin  | Trap                           | 189  | 16.      |
| Rune Flodman   | Trap                           | 187  | 20.      |

## Súlyemelés
| Versenyző         | Versenyszám | Nyomás   | Nyomás   | Szakítás | Szakítás | Lökés    | Lökés    | Összesen | Helyezés |
| Versenyző         | Versenyszám | Eredmény | Helyezés | Eredmény | Helyezés | Eredmény | Helyezés | Összesen | Helyezés |
| ----------------- | ----------- | -------- | -------- | -------- | -------- | -------- | -------- | -------- | -------- |
| Enar Edberg       | 60 kg       | 95,0     | 18.      | 90,0     | 19.      | 120,0    | 20.      | 305,0    | 20.      |
| Sven-Erik Westlin | 67,5 kg     | 110,0    | 16.      | 102,5    | 16.      | 140,0    | 13.      | 352,5    | 16.      |
| Ingvar Asp        | 90 kg       | 135,0    | 11.      | 122,5    | 14.      | 165,0    | 13.      | 422,5    | 13.      |

## Torna
Férfi
| Versenyző         | Versenyszám      | Selejtező | Selejtező | Döntő    | Döntő    |
| Versenyző         | Versenyszám      | Pontszám  | Helyezés  | Pontszám | Helyezés |
| ----------------- | ---------------- | --------- | --------- | -------- | -------- |
| Leif Koorn        | Talaj            | 18,20     | 65.       | kiesett  | kiesett  |
| Leif Koorn        | Ugrás            | 18,65     | 77.       | kiesett  | kiesett  |
| Leif Koorn        | Korlát           | 18,15     | 83.       | kiesett  | kiesett  |
| Leif Koorn        | Nyújtó           | 16,90     | 109.      | kiesett  | kiesett  |
| Leif Koorn        | Gyűrű            | 19,10     | 9.        | kiesett  | kiesett  |
| Leif Koorn        | Lólengés         | 18,20     | 54.       | kiesett  | kiesett  |
| Leif Koorn        | Egyéni összetett |           |           | 109,20   | 67.      |
| Stig Lindewall    | Talaj            | 18,40     | 52.       | kiesett  | kiesett  |
| Stig Lindewall    | Ugrás            | 18,70     | 69.       | kiesett  | kiesett  |
| Stig Lindewall    | Korlát           | 19,00     | 18.       | kiesett  | kiesett  |
| Stig Lindewall    | Nyújtó           | 18,20     | 68.       | kiesett  | kiesett  |
| Stig Lindewall    | Gyűrű            | 18,55     | 31.       | kiesett  | kiesett  |
| Stig Lindewall    | Lólengés         | 17,30     | 91.       | kiesett  | kiesett  |
| Stig Lindewall    | Egyéni összetett |           |           | 110,15   | 54.      |
| William Thoresson | Talaj            | 18,90     | 16.       | kiesett  | kiesett  |
| William Thoresson | Ugrás            | 18,75     | 54.       | kiesett  | kiesett  |
| William Thoresson | Korlát           | 18,20     | 79.       | kiesett  | kiesett  |
| William Thoresson | Nyújtó           | 17,35     | 94.       | kiesett  | kiesett  |
| William Thoresson | Gyűrű            | 17,95     | 62.       | kiesett  | kiesett  |
| William Thoresson | Lólengés         | 17,50     | 87.       | kiesett  | kiesett  |
| William Thoresson | Egyéni összetett |           |           | 108,65   | 77.      |

Női
| Versenyző                                                                                                 | Versenyszám      | Selejtező | Selejtező | Döntő    | Döntő    |
| Versenyző                                                                                                 | Versenyszám      | Pontszám  | Helyezés  | Pontszám | Helyezés |
| --- | ---------------- | --------- | --------- | -------- | -------- |
| Solveig Egman-Andersson                                                                                   | Talaj            | 18,332    | 47.       | kiesett  | kiesett  |
| Solveig Egman-Andersson                                                                                   | Ugrás            | 18,799    | 23.       | kiesett  | kiesett  |
| Solveig Egman-Andersson                                                                                   | Felemás korlát   | 18,233    | 45.       | kiesett  | kiesett  |
| Solveig Egman-Andersson                                                                                   | Gerenda          | 18,400    | 41.       | kiesett  | kiesett  |
| Solveig Egman-Andersson                                                                                   | Egyéni összetett |           |           | 73,764   | 40.      |
| Anne-Marie Lambert                                                                                        | Talaj            | 17,999    | 60.       | kiesett  | kiesett  |
| Anne-Marie Lambert                                                                                        | Ugrás            | 18,266    | 56.       | kiesett  | kiesett  |
| Anne-Marie Lambert                                                                                        | Felemás korlát   | 18,332    | 41.       | kiesett  | kiesett  |
| Anne-Marie Lambert                                                                                        | Gerenda          | 18,199    | 55.       | kiesett  | kiesett  |
| Anne-Marie Lambert                                                                                        | Egyéni összetett |           |           | 72,796   | 52.      |
| Gerola Lindahl                                                                                            | Talaj            | 17,732    | 65.       | kiesett  | kiesett  |
| Gerola Lindahl                                                                                            | Ugrás            | 18,366    | 54.       | kiesett  | kiesett  |
| Gerola Lindahl                                                                                            | Felemás korlát   | 18,533    | 31.       | kiesett  | kiesett  |
| Gerola Lindahl                                                                                            | Gerenda          | 18,132    | 58.       | kiesett  | kiesett  |
| Gerola Lindahl                                                                                            | Egyéni összetett |           |           | 72,763   | 53.      |
| Ulla Lindström                                                                                            | Talaj            | 18,366    | 43.       | kiesett  | kiesett  |
| Ulla Lindström                                                                                            | Ugrás            | 18,499    | 44.       | kiesett  | kiesett  |
| Ulla Lindström                                                                                            | Felemás korlát   | 17,733    | 59.       | kiesett  | kiesett  |
| Ulla Lindström                                                                                            | Gerenda          | 18,300    | 48.       | kiesett  | kiesett  |
| Ulla Lindström                                                                                            | Egyéni összetett |           |           | 72,898   | 50.      |
| Marie Lundqvist-Björk                                                                                     | Talaj            | 18,633    | 29.       | kiesett  | kiesett  |
| Marie Lundqvist-Björk                                                                                     | Ugrás            | 18,566    | 35.       | kiesett  | kiesett  |
| Marie Lundqvist-Björk                                                                                     | Felemás korlát   | 18,333    | 40.       | kiesett  | kiesett  |
| Marie Lundqvist-Björk                                                                                     | Gerenda          | 18,266    | 49.       | kiesett  | kiesett  |
| Marie Lundqvist-Björk                                                                                     | Egyéni összetett |           |           | 73,798   | 39.      |
| Ewa Rydell                                                                                                | Talaj            | 18,500    | 37.       | kiesett  | kiesett  |
| Ewa Rydell                                                                                                | Ugrás            | 18,599    | 34.       | kiesett  | kiesett  |
| Ewa Rydell                                                                                                | Felemás korlát   | 18,100    | 51.       | kiesett  | kiesett  |
| Ewa Rydell                                                                                                | Gerenda          | 18,400    | 41.       | kiesett  | kiesett  |
| Ewa Rydell                                                                                                | Egyéni összetett |           |           | 73,599   | 42.      |
| Solveig Egman-Andersson Anne-Marie Lambert Gerola Lindahl Ulla Lindström Marie Lundqvist-Björk Ewa Rydell | Csapat összetett |           |           | 367,888  | 8.       |

## Úszás
Férfi
| Versenyző                                                  | Versenyszám          | Előfutam | Előfutam | Előfutam | Elődöntő | Elődöntő | Elődöntő | Döntő   | Döntő    |
| Versenyző                                                  | Versenyszám          | Idő      | Hely.    | Össz.    | Idő      | Hely.    | Össz.    | Idő     | Helyezés |
| ---------------------------------------------------------- | -------------------- | -------- | -------- | -------- | -------- | -------- | -------- | ------- | -------- |
| Lester Eriksson                                            | 100 m gyors          | 56,2     | 3.       | 28.**    | kiesett  | kiesett  | kiesett  | kiesett | kiesett  |
| Per-Ola Lindberg                                           | 100 m gyors          | 55,1     | 1.       | 5.*      | 55,1     | 4.       | 10.      | kiesett | kiesett  |
| Bengt Nordwall                                             | 100 m gyors          | 55,6     | 2.       | 14.**    | 56,4     | 7.       | 21.*     | kiesett | kiesett  |
| Hans Rosendahl                                             | 400 m gyors          | 4:23,5   | 2.       | 10.      |          |          |          | kiesett | kiesett  |
| Mats Svensson                                              | 400 m gyors          | 4:24,6   | 3.       | 12.      |          |          |          | kiesett | kiesett  |
| Olle Ferm                                                  | 400 m vegyes         | 5:10,5   | 3.       | 16.      |          |          |          | kiesett | kiesett  |
| Bengt Nordwall Ingvar Eriksson Jan Lundin Per-Ola Lindberg | 4 × 100 m gyorsváltó | 3:41,3   | 3.       | 4.       |          |          |          | 3:40,7  | 5.       |
| Mats Svensson Lester Eriksson Hans Rosendahl Jan Lundin    | 4 × 200 m gyorsváltó | 8:10,3   | 2.       | 3.       |          |          |          | 8:08,0  | 5.       |

Női
| Versenyző                                                               | Versenyszám          | Előfutam | Előfutam | Előfutam | Elődöntő | Elődöntő | Elődöntő | Döntő   | Döntő    |
| Versenyző                                                               | Versenyszám          | Idő      | Hely.    | Össz.    | Idő      | Hely.    | Össz.    | Idő     | Helyezés |
| ----------------------------------------------------------------------- | -------------------- | -------- | -------- | -------- | -------- | -------- | -------- | ------- | -------- |
| Ann-Christine Hagberg                                                   | 100 m gyors          | 1:02,5   | 1.       | 6.**     | 1:02,8   | 4.       | 8.       | 1:02,5  | 7.       |
| Ulla Jäfvert                                                            | 100 m gyors          | 1:03,8   | 3.       | 17.*     | 1:04,6   | 8.       | 16.      | kiesett | kiesett  |
| Ann-Charlotte Lilja                                                     | 100 m gyors          | 1:03,7   | 4.       | 15.*     | 1:03,9   | 7.       | 14.*     | kiesett | kiesett  |
| Ann-Charlotte Lilja                                                     | 400 m gyors          | 4:52,3   | 2.       | 6.       |          |          |          | 4:53,0  | 8.       |
| Elisabeth Ljunggren-Morris                                              | 400 m gyors          | 4:57,0   | 3.       | 12.      |          |          |          | kiesett | kiesett  |
| Majvor Welander                                                         | 400 m gyors          | 5:07,7   | 6.       | 24.      |          |          |          | kiesett | kiesett  |
| Ann-Charlotte Lilja Lotten Andersson Ulla Jäfvert Ann-Christine Hagberg | 4 × 100 m gyorsváltó | 4:13,5   | 2.       | 4.       |          |          |          | 4:14,0  | 5.       |

* - egy másik versenyzővel azonos időt ért el

** - két másik versenyzővel azonos időt ért el

## Vitorlázás
Nyílt
| Versenyző                                | Versenyszám     | Futam | Futam | Futam | Futam | Futam | Futam | Futam | Pontszám | Helyezés |
| Versenyző                                | Versenyszám     | 1     | 2     | 3     | 4     | 5     | 6     | 7     | Pontszám | Helyezés |
| ---------------------------------------- | --------------- | ----- | ----- | ----- | ----- | ----- | ----- | ----- | -------- | -------- |
| Boris Jacobson                           | Finn dingi      | 389   | (341) | 540   | 921   | 415   | 506   | 921   | 3692     | 14.      |
| Pelle Petterson Holger Sundström         | Csillaghajó     | 377   | (331) | 1030  | 1331  | 1030  | 1030  | 729   | 5527     |          |
| Lars Käll Stig Käll                      | Repülő hollandi | (168) | 277   | 344   | 193   | 277   | 277   | 193   | 1561     | 18.      |
| Arne Karlsson Sture Stork Lars Thörn     | 5,5 méteres     | (675) | 675   | 675   | 675   | 1277  | 675   | 1277  | 5254     |          |
| Styrbjörn Holm Bo Kaiser Arne Settergren | Sárkányhajó     | 317   | 685   | 259   | (207) | 463   | 560   | 317   | 2601     | 14.      |

## Vívás
Férfi
| Versenyző                                                                         | Versenyszám       | Csoportkör | Csoportkör | Csoportkör | Csoportkör | Elődöntő                    | Elődöntő                       | Elődöntő                    | Döntő                                               | Helyezés |
| Versenyző                                                                         | Versenyszám       | 1. kör | 1. kör     | 2. kör | 2. kör     | 3. kör                      | 4. kör                         | 5. kör                      | Döntő                                               | Helyezés |
| Versenyző                                                                         | Versenyszám       | Ellenfél Eredmény | Hely.      | Ellenfél Eredmény | Hely.      | Ellenfél Eredmény           | Ellenfél Eredmény              | Ellenfél Eredmény           | Ellenfél Eredmény                                   | Helyezés |
| --------------------------------------------------------------------------------- | ----------------- | --- | ---------- | --- | ---------- | --------------------------- | ------------------------------ | --------------------------- | --------------------------------------------------- | -------- |
| Göran Abrahamsson                                                                 | Párbajtőr, egyéni | E. csoport · Claude Bourquard (FRA) · 4-5 · Alberto Pellegrino (ITA) · 5-5 · Walter Bar (SUI) · 5-4 · Han Mjongszok (Han Myeong-seok) (KOR) · 5-2 · Sergio Vergara (CHI) · 5-0 · Dibier Tamayo (COL) · 5-1 · Houshmand Almasi (IRI) · 5-3 · Dietrich Hecke (EUA) · 2-5 | 4.         | B. csoport · Hrihorij Krissz (URS) · 3-5 · Bill Hoskyns (GBR) · 3-5 · Alberto Pellegrino (ITA) · 3-5 · David Micahnik (USA) · 5-5 · Kausz István (HUN) · 5-3 · Yves Dreyfus (FRA) · 5-3 · Rájátszás: · David Micahnik (USA) · 5-4 | 4.         | Rudolf Trost (AUT) · 10-9   | Hrihorij Krissz (URS) · 9-10   | kiesett                     | kiesett                                             | 9.       |
| Hans Lagerwall                                                                    | Párbajtőr, egyéni | A. csoport · Roland Losert (AUT) · 5-3 · Claudio Polledri (SUI) · 5-3 · John Humphreys (AUS) · 5-2 · Zelmar Casco (ARG) · 5-0 · Kim Mansik (Kim Man-sig) (KOR) · 5-1 · Ronnie Theseira (MAS) · 5-2 · Bruno Habārovs (URS) · 4-5                                        | 1.         | A. csoport · Kulcsár Győző (HUN) · 5-2 · Hassan El-Said (LIB) · 5-0 · Giuseppe Delfino (ITA) · 5-5 · John Bouchier-Hayes (IRL) · 5-1 · Tabucsi Kazuhiko (JPN) · 5-2 · Wiesław Glos (POL) · 3-5                                    | 2.         | erőnyerő                    | Gianluigi Saccaro (ITA) · 4-10 | kiesett                     | kiesett                                             | 9.       |
| Orvar Lindwall                                                                    | Párbajtőr, egyéni | C. csoport · Peter Jacobs (GBR) · 2-5 · Guram Kosztava (URS) · 3-5 · Henryk Nielaba (POL) · 5-2 · John Bouchier-Hayes (IRL) · 5-0 · Francisco Serp (ARG) · 5-2 · Bizhan Zarnegar (IRI) · 5-1 · Joseph Gemayel (LIB) · 3-5                                              | 4.         | E. csoport · Roland Losert (AUT) · 2-5 · Claude Bourquard (FRA) · 1-5 · Guram Kosztava (URS) · 2-5 · Haukler István (ROU) · 5-4 · Michel Saykali (LIB) · 5-0                                                                      | 4.         | Hassan El-Said (LIB) · 10-3 | Kulcsár Győző (HUN) · 10-6     | Guram Kosztava (URS) · 3-10 | Az 5–6. helyért · Bohdan Gonsior (POL) · 7-10       | 7.       |
| Göran Abrahamsson Carl-Wilhelm Engdahl Ivar Genesjö Hans Lagerwall Orvar Lindwall | Párbajtőr, csapat | B. csoport · Ausztrália (AUS) · 9-3 · Kolumbia (COL) · 14-2 | 2.         | |            | erőnyerő                    | Svájc (SUI) · 9-1              | Olaszország (ITA) · 2-8     | Bronzmérkőzés · Franciaország (FRA) · 8 (59)-8 (64) | 4.       |

Női
| Versenyző          | Versenyszám | Csoportkör | Csoportkör | Csoportkör | Csoportkör | Elődöntő          | Elődöntő          | Döntő             | Helyezés    |
| Versenyző          | Versenyszám | 1. kör | 1. kör     | 2. kör | 2. kör     | 3. kör            | 4. kör            | Döntő             | Helyezés    |
| Versenyző          | Versenyszám | Ellenfél Eredmény | Hely.      | Ellenfél Eredmény | Hely.      | Ellenfél Eredmény | Ellenfél Eredmény | Ellenfél Eredmény | Helyezés    |
| ------------------ | ----------- | --- | ---------- | --- | ---------- | ----------------- | ----------------- | ----------------- | ----------- |
| Kerstin Palm       | Tőr, egyéni | C. csoport · Juhász Katalin (HUN) · 3-4 · Brigitte Gapais-Dumont (FRA) · 3-4 · Óvada Tomoko (JPN) · 4-0 · Tommy Angell (USA) · 4-3 · Maria Vicol (ROU) · 3-4 | 1.         | D. csoport · Galina Gorohova (URS) · 0-4 · Ana Derșidan-Ene-Pascu (ROU) · 3-4 · Rejtő Ildikó (HUN) · 1-4 · Giovanna Masciotta (ITA) · 2-4 · Rosemarie Scherberger (EUA) · 4-3 | 6.         | kiesett           | kiesett           | kiesett           | helyezetlen |
| Christina Wahlberg | Tőr, egyéni | A. csoport · Rejtő Ildikó (HUN) · 3-4 · Cathérine Rousselet-Ceretti (FRA) · 2-4 · Harriet King (USA) · 4-3 · Helga Mees (EUA) · 4-1 · Sin Gvangszuk (Sin Gwang-suk) (KOR) · 4-1 · Jan Redman (AUS) · 1-4 · Rájátszás: · Cathérine Rousselet-Ceretti (FRA) · 1-4 | 5.         | kiesett | kiesett    | kiesett           | kiesett           | kiesett           | helyezetlen |